# City of Hobsons Bay
City of Hobsons Bay – obszar samorządu lokalnego (ang. local government area), położony w zachodniej części aglomeracji Melbourne. Hobsons Bay zostało założone w 1994 roku z połączenia Williamstown, Altona oraz dzielnicy South Kingsville. Obszar ten zamieszkuje 81 459 osób (dane z 2006). Zlokalizowany jest tutaj kampus Victoria University. 

## Dzielnice

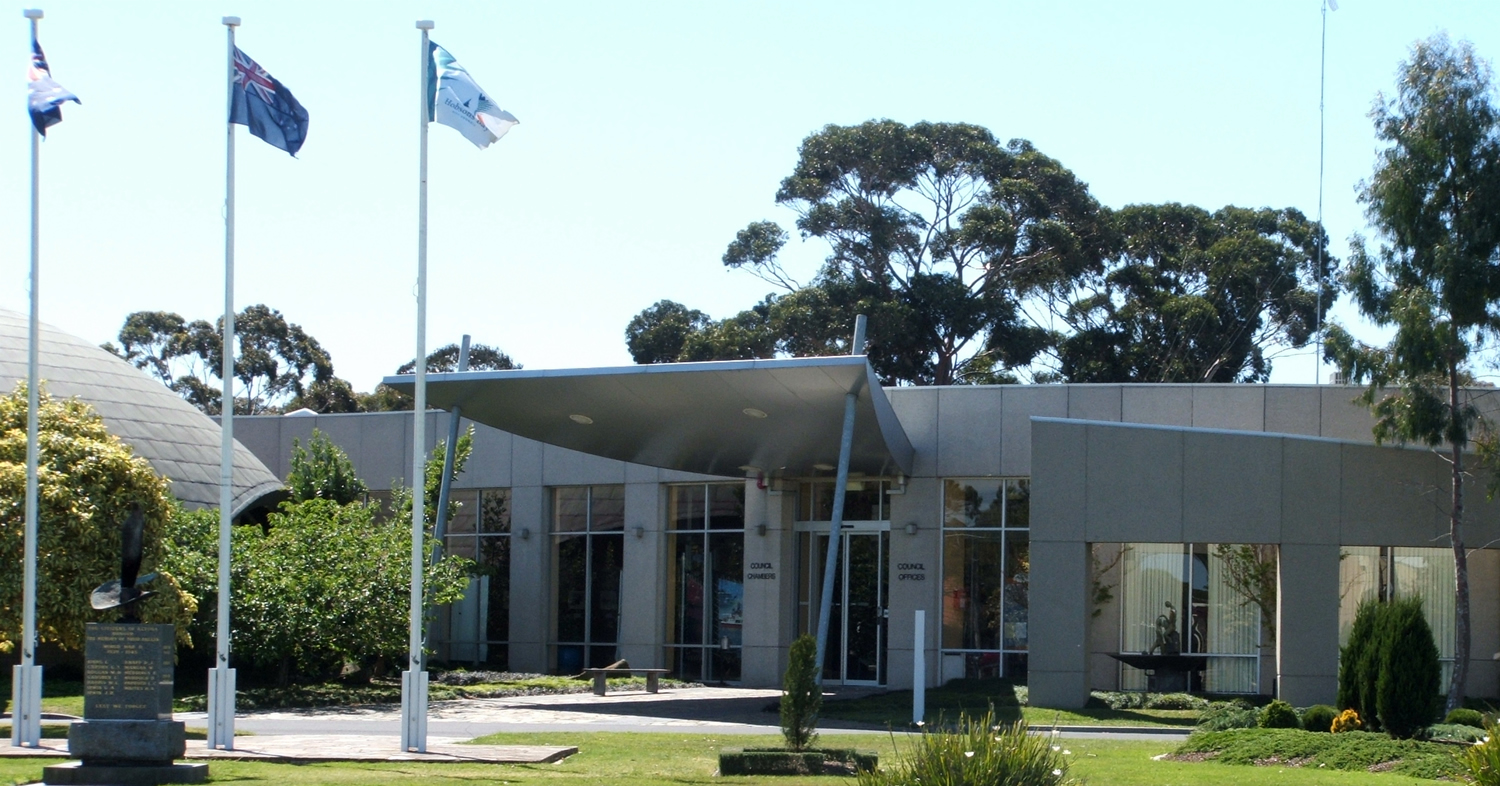
Budynek rady miasta

- Altona
- Altona Meadows
- Altona North
- Brooklyn
- Laverton
- Newport
- Spotswood
- Seabrook
- Seaholme
- South Kingsville
- Williamstown
- Williamstown North

## Współpraca
- Anjō, Japonia
- Hrabstwo Buloke, Australia